# 萌想天開
《萌想天開》（日语：たんぽ）是日本漫畫家若宮弘明的日本漫畫作品。在講談社的漫畫雜誌《週刊少年Magazine》（週刊少年マガジン）2003年43号和《Magazine Special》（マガジンSPECIAL）2004年9月号開始連載。

## 作品簡介
開業超過150年的鈴宮和服店，因為虧損，鈴宮三姊妹被她們的奶奶作為抵押，借了3億，在沒法償還的情況下要三姊妹用“釣金龜婿”的方法來償還債務。在這時落魄的好色少年石原裕次郎陰差陽錯地進到鈴宮家打雜，後以見習神父的身份進入聖路希斐爾學園，一段喜劇由此展開。

## 登場人物

### 鈴宮家
石原裕次郎
原名石原欲次郎，故事的男主角，是個離家出走的少年，因為他的好色導致他的生活十分落魄，但對鈴宮藍卻是一心一意，在到鈴宮家前已經餓了3天，以時薪250日元在鈴宮家打雜
因為潛入進聖路希斐爾學園失敗，被薔薇十字會追趕時陰差陽錯地被學院神父薩基神父定為繼承人，擔當見習神父。學院裏的對此十分不滿
鈴宮藍
聖路希斐爾學園的學生會會長
故事的女主角，16歲，二女。留著黑色長髮，在兩邊紮起一小軋，紅色眼睛
是位純真少女，因為各種原因總是穿著各種服裝去釣金龜婿，在被性騷擾時會下意識的把騷擾方一下打暈
鈴宮紫
長女，19歲。金色頭髮，褐色眼睛，右眼下有顆黑痣
是位很豪放性感的姊姊性美女
鈴宮綠
三女，14歲。茶色頭髮，綠色眼睛，她很會畫畫，有些深藏不露，很尊敬已過世的畫家父親
男主角認為她在各方面未來都充滿可能。
鈴宮奶奶
是位外貌很普通的老人，很會使人，想法很腹黑
鈴宮媽媽
普通的家庭主婦，有些膽小

### 聖路希斐爾學園
星野由 愛奈
因為男主角以耶穌降臨式來歸還他的聖十字項鏈，讓她避過一次懲罰，從此對男主角負有好感
麻由美 水野
學院聖歌隊的成員，因為內向，從來沒唱過聖歌，但她的歌聲十分動聽
男主角幫助她在眾人面前唱出歌聲並阻止聖歌隊被強迫解散，所以她對男主角負有好感
藤沢美加
2年菫班的學生，學校新聞部，性格十分開朗，經常帶著照相機和叫男主角幫手
薩基神父
從梵蒂岡派到聖路希斐爾學園的神父，在學院的身份相當於教皇
平時還十分和藹，但會強迫男主角做事，在生氣時可以徒手劈開石像
弗朗傑斯· 阿爾貝提尼
說是是接替薩基神父的人，後來被廢除，在學校裏四處遊蕩
十分英俊，很受學生歡迎
二階堂 桐子
風紀會員會委員長
主張對違反校規者進行嚴厲、徹底的處分，另一方面，對正義抱持著強烈的信念，律己甚嚴，所以她聲望很高
九條 麗美
薔薇十字會會長
企業集團的孫女，名下財產多德難以計算，薔薇十字會會館是由麗美個人出資興建，具有雄厚的家世背景，本人也是個成績優異的虔誠的天主教徒
日柳 深冬
花道宗家的嫡長女
沉默寡言、不喜歡在被人面前表現，擅長處理事務，發生緊急狀況會交給她全權處理
松平 鈴
知名電器公司社長的三女
薔薇十字會的參謀，經常會代替麗美向學生發表演講等公開活動
皇 加奈
創立聖路希斐爾學園並世代擔任學院理事長皇家的長女
喜歡暗中活動，只有極少人知道她是十字會的成員。享樂主義的性格，想做就做，由於身份原因，就連十字會的實權領導者麗美都無法違抗她
鮫島 凉呼
鮫島組組長的獨生女
在嚴謹的教育環境下成長，具有寬闊似海的氣度，是位看似完美無瑕的典型美女
喜歡上石原裕次郎
間柴 龍平
鮫島組的前任幹部
退出一線後成為凉呼的保鏢。但是因過於溺愛凉呼，幾乎發揮不了保護的作用
二階堂爺爺
二階堂 桐子的爺爺，有著可觀的家底。是個好色的老頭，經常騙少女來玩“低級的遊戲”
石原 慎太郎
石原裕次郎的父親，是擔任皇家保鏢工作的石原一族的首領，曾做下“墜落天使學院”事件，後幫鈴宮家償還33億的債務

## 薔薇十字會
聖路希斐爾學園裏，以實現遵從上帝教誨的學院生活為目標的結社。當初只是虔誠的天主教徒的小集會。不過，以認同其概念的風紀委員會為首，隨著各委員會會長加入，地位越發特殊，加上風紀委員會會長同時擔任幹部，替代長期空缺的學生會，變成學院的獨裁政權

## 單行本
| 卷數 | 講談社         | 講談社                 | 東立出版社     | 東立出版社             |
| 卷數 | 發售日期       | ISBN                   | 發售日期       | ISBN                   |
| ---- | -------------- | ---------------------- | -------------- | ---------------------- |
| 1    | 2005年4月15日  | ISBN 978-4-06-363521-8 | 2006年9月29日  | ISBN 986-11-8664-6     |
| 2    | 2005年6月17日  | ISBN 978-4-06-363547-8 | 2006年9月29日  | ISBN 986-11-8665-4     |
| 3    | 2005年11月17日 | ISBN 978-4-06-363601-7 | 2006年10月31日 | ISBN 986-11-8666-2     |
| 4    | 2006年5月17日  | ISBN 978-4-06-363670-3 | 2006年10月31日 | ISBN 986-11-8667-0     |
| 5    | 2006年10月17日 | ISBN 978-4-06-363737-3 | 2007年1月15日  | ISBN 978-986-11-9176-8 |
| 6    | 2006年12月15日 | ISBN 978-4-06-363763-2 | 2007年6月21日  | ISBN 978-986-11-9436-3 |

## 備註
1. ↑  單行本第3卷第1章(第9教条 非去不可！）
2. 1 2  單行本第1卷第2章（第1教條 奇跡之男）
3. ↑  單行本第4卷第2章(第14教條 Money of my father)
4. ↑  單行本第1卷的特別附錄
5. 1 2 3  單行本第2卷的特別附錄
6. ↑  單行本第3卷的特別附錄
7. 1 2  單行本第4卷的特別附錄
8. ↑  單行本第4卷第1章(第13教條 吾孫哪）